# Аласханов, Тимур Зайндиевич
Тиму́р Зайнди́евич Аласха́нов (род. 22 февраля 1979 года, Москва, РСФСР, СССР) — российский и казахстанский фигурист, выступавший в танцах на льду. В паре с Екатериной Гвоздковой он — обладатель Кубка России, чемпион Казахстана. Тимур Аласханов — мастер спорта России.

## Биография
Чеченец. Родился 22 февраля 1979 года. Ему было три с половиной года, когда он начал заниматься фигурным катанием. Первые шаги сделал в СДЮШОР ЦСКА имени Сергея Жука. Поначалу выступал в одиночном разряде, затем стал заниматься танцами на льду. Его первым тренером была Нина Жук. В паре с ним поочерёдно выступали Светлана Жакелия, Марина Васильева, Ксения Чалова, Екатерина Гвоздкова. Окончил Российскую государственную академию физической культуры.

## Спортивные результаты

### Со Светланой Жакелия
- Autumn Trophy 1996 — 7 место.

### С Ксенией Чаловой
- Чемпионат России по фигурному катанию 2000 — 6 место;

### С Екатериной Гвоздковой
- Чемпионат России по фигурному катанию 2001 — 5 место;
- Зимняя Универсиада 2001 года — 6 место;
- Nebelhorn Trophy, 2001 год — 7 место;
- Гран-При Кубок России, 2001 год — 11 место;
- Обладатель Кубка России 2002 года;
- Чемпионат России по фигурному катанию 2002 — 5 место;
- Гран-При NHK Trophy, 2002 год — 7 место;
- Чемпионат России по фигурному катанию 2003 — 4 место;
- Чемпионат Казахстана по фигурному катанию 2004 — [3].

## Семья
Отец — Зайнди Аласханов, борец вольного стиля, первый чеченец, ставший призёром чемпионатов СССР.